# Licania belemii
Licania belemii, também conhecido como milho-torrado, pau-pedra, milho-torrado-da-folha-larga ou taquipé, é uma espécie de planta do gênero Licania e da família Chrysobalanaceae. 

## Taxonomia
A espécie foi descrita em 1972 por Ghillean Prance. 

## Forma de vida
É uma espécie terrícola e arbórea. 

## Descrição
| Folha                  | Folha             |
| ---------------------- | ----------------- |
| formato                | oblonga ovada     |
| abaxial indumento      | lanosa tomentosa  |
| pecíolo glândula       | ausente           |
| Inflorescência         |                   |
| tipo                   | racemosa panícula |
| Flor                   |                   |
| formato do receptáculo | campanulado       |
| pedicelo               | séssil            |
| número de estames      | 5 - 6             |
| filete - comprimento   | incluso           |
| filete - fusão         | livre             |
| Fruto                  |                   |
| epicarpo               | desconhecido      |

## Conservação
A espécie faz parte da Lista Vermelha das espécies ameaçadas do estado do Espírito Santo, no sudeste do Brasil. A lista foi publicada em 13 de junho de 2005 por intermédio do decreto estadual nº 1.499-R. 

## Distribuição
A espécie é encontrada nos estados brasileiros de Bahia e Espírito Santo. 
A espécie é encontrada no domínio fitogeográfico de Mata Atlântica, em regiões com vegetação de floresta ombrófila pluvial.